# Liriomyza lolii
Liriomyza lolii är en tvåvingeart som beskrevs av Spencer 1982. Liriomyza lolii ingår i släktet Liriomyza och familjen minerarflugor. Inga underarter finns listade i Catalogue of Life.